# 第7軍団 (北軍)
南北戦争中に第7軍団（VII Corps）と呼ばれた北軍の軍団は2つあった。

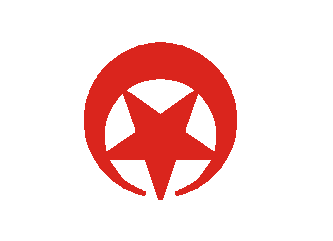
北軍第7軍団第1師団記章

## 第7軍団（バージニア軍管区）
1862年7月22日、南東バージニアにあった北軍のいくつかの部隊を統合して、第7軍団が組織された。第7軍団が参加した主たる戦闘は、1863年春にジェイムズ・ロングストリートの南軍第1軍団との間に生じたサフォークでの戦い（Siege of Suffolk）であった。
歴代の軍団長は以下のとおりであった。
- ジョン・アダムズ・ディクス：1862年7月22日-1863年7月16日
- ヘンリー・ナグリー（Henry Morris Naglee）：1863年7月16日-7月20日
- ジョージ・ゲティ（George W. Getty）1863年7月20日-8月1日

## 第7軍団（アーカンソー軍管区）
最初の第7軍団が解散した後、1864年1月になって、アーカンソー軍管区（Department of Arkansas）の部隊から第7軍団が組織された。ほとんどの戦闘は、フレデリック・スティールのアーカンソー遠征時に起こっている。
軍団長は以下のとおりであった。
- フレデリック・スティール（Frederick Steele）：1864年1月6日-1864年12月22日
- ジョセフ・レイノルズ（Joseph J. Reynolds）：1864年12月22日-1865年8月1日

## 参考資料
- Boatner, Mark M. III, The Civil War Dictionary: Revised Edition, David McKay Company, Inc., 1984.